# Cell-to-Pack
Cell-to-Pack（セルトゥーパック）は、車載用リチウムイオン電池の設計手法の一つ。電池として機能する最小単位である「セル」を組み合わせる際に、従来ではセルを組み合わせて「モジュール」を形成し、さらにモジュールを組み合わせたものを「パック」として利用してきた。Cell-to-Packとは、モジュールを廃し、セルの組み合わせをそのままパックとして車両に搭載する新たな方式である。

## 採用例
- 2019年9月、北汽集団はCATLと共同開発したCell-to-Pack方式のバッテリーパックを「EU5」に搭載すると発表[2]。
- 2020年2月、Teslaが中国向けのModel 3にてCATLのCell-to-Pack方式の電池を採用[3]。
- 2020年8月、Mercedes BenzがCATLとCell-to-Packを含む電池技術での提携を発表。2021年に発売予定の高級セダンEV「EQS」にはCell-to-Packは採用されないと想定されているが、将来的にはCell-to-Pack方式へ移行する可能性がある[4]。

## メリット
- コストの削減（CATLによれば、バッテリーパックに必要な部品を最大40%削減可能）[1]
- エネルギー密度の向上（CATLによれば、エネルギー密度を10-15%程度向上可能）[1]
- スペースの削減（CATLによれば、バッテリーが占めるスペースを15〜20%削減）[1]